# جيروم بريسارد
جيروم بريسارد (مواليد 24 مارس 1986) هو حكم كرة قدم فرنسي، حصل على الشارة الدولية من قبل الفيفا في 2018. في 21 أبريل 2021 تم اختياره كحكم فيديو في بطولة أمم أوروبا 2020.